# Phare du Strombolicchio
Le phare du Strombolicchio (en italien : Faro di Strombolicchio) est un phare situé au sommet de l'îlot de Strombolicchio (Îles Éoliennes). Il est sur le territoire de la commune de Lipari en mer Tyrrhénienne, dans la province de Messine (Sicile), en Italie.

## Histoire
Le phare a été mis en service en 1925, au sommet du stack à environ 2 km au nord-est du Stromboli. Le phare est entièrement automatisé et alimenté par le réseau électrique. Il est géré par la Marina Militare.

## Description
Le phare  se compose d'une tour cylindrique en maçonnerie, avec galerie et lanterne, de 13 m de haut, surmontant une maison de gardien d'un seul étage. Le bâtiment est peint en blanc et le dôme de la lanterne est gris métallisé. Il émet, à une hauteur focale de 57 m, trois éclats blancs toutes les 15 secondes. Sa portée est de 11 milles nautiques (environ 20 km).
Identifiant : ARLHS : ITA-163 ; EF-3310 - Amirauté : E1802 - NGA : 9844 .

## Caractéristiques dufeu maritime
Fréquence : 15 secondes (W)
- Lumière : 1 seconde
- Obscurité : 2 secondes
- Lumière : 1 seconde
- Obscurité : 2 secondes
- Lumière : 1 seconde
- Obscurité : 8 secondes

|                 |
| Îles Éoliennes. |

|                |
| Strombolicchio |